# Oxira quadratum
Oxira quadratum là một loài bướm đêm trong họ Noctuidae.